# Ipodoryctes interstitialis
Ipodoryctes interstitialis är en stekelart som beskrevs av Granger 1949. Ipodoryctes interstitialis ingår i släktet Ipodoryctes och familjen bracksteklar. Inga underarter finns listade i Catalogue of Life.